# Liste der Baudenkmäler in Detmold-Pivitsheide V.L.
Die Liste der Baudenkmäler in Detmold-Pivitsheide V.L. enthält die denkmalgeschützten Bauwerke auf dem Gebiet von Detmold-Pivitsheide V. L. in Nordrhein-Westfalen (Stand: September 2024). Diese Baudenkmäler sind in der Denkmalliste der Stadt Detmold eingetragen; Grundlage für die Aufnahme ist das Denkmalschutzgesetz Nordrhein-Westfalen (DSchG NRW).
| Bild                      | Bezeichnung                           | Lage                            | Beschreibung | Bauzeit | Eingetragen seit | Denkmal- nummer |
| ------------------------- | ------------------------------------- | ------------------------------- | ------------ | ------- | ---------------- | --------------- |
| BW                        | ehemalige Bauernhofanlage (3 Objekte) | Azaleenweg 4 Karte              |              |         | 30. April 1987   | 218             |
| weitere Bilder            | ehem. Ev.-ref Kirche von 1928         | Wilhelm-Mellies-Straße 25 Karte |              | 1928    | 25. August 1989  | 305             |
| Dreiständerfachwerkgerüst | Dreiständerfachwerkgerüst             | Augustdorfer Straße 48 Karte    |              |         | 10. Juli 1991    | 383             |

- Karte mit allen Koordinaten:
- OSM |
- WikiMap